# Собор Святої Софії (Софія)
Собор Святої Софії (болг. Църква «Света София» або просто Свята Софія болг. Света София, Софійський собор) — православний (БПЦ) храм у столиці Болгарії місті Софії, зразок візантійської культової архітектури; це другий найстарший храм у місті, що датується VI століттям; відомий, перш за все, тим, що в XIV столітті дав своє ім'я місту, що раніше називалось Средець (болг. Средец).

## Опис
Церква Святої Софії у теперішній час є одним з найцінніших витворів ранньохристиянської архітектури в Південно-Східній Європі.

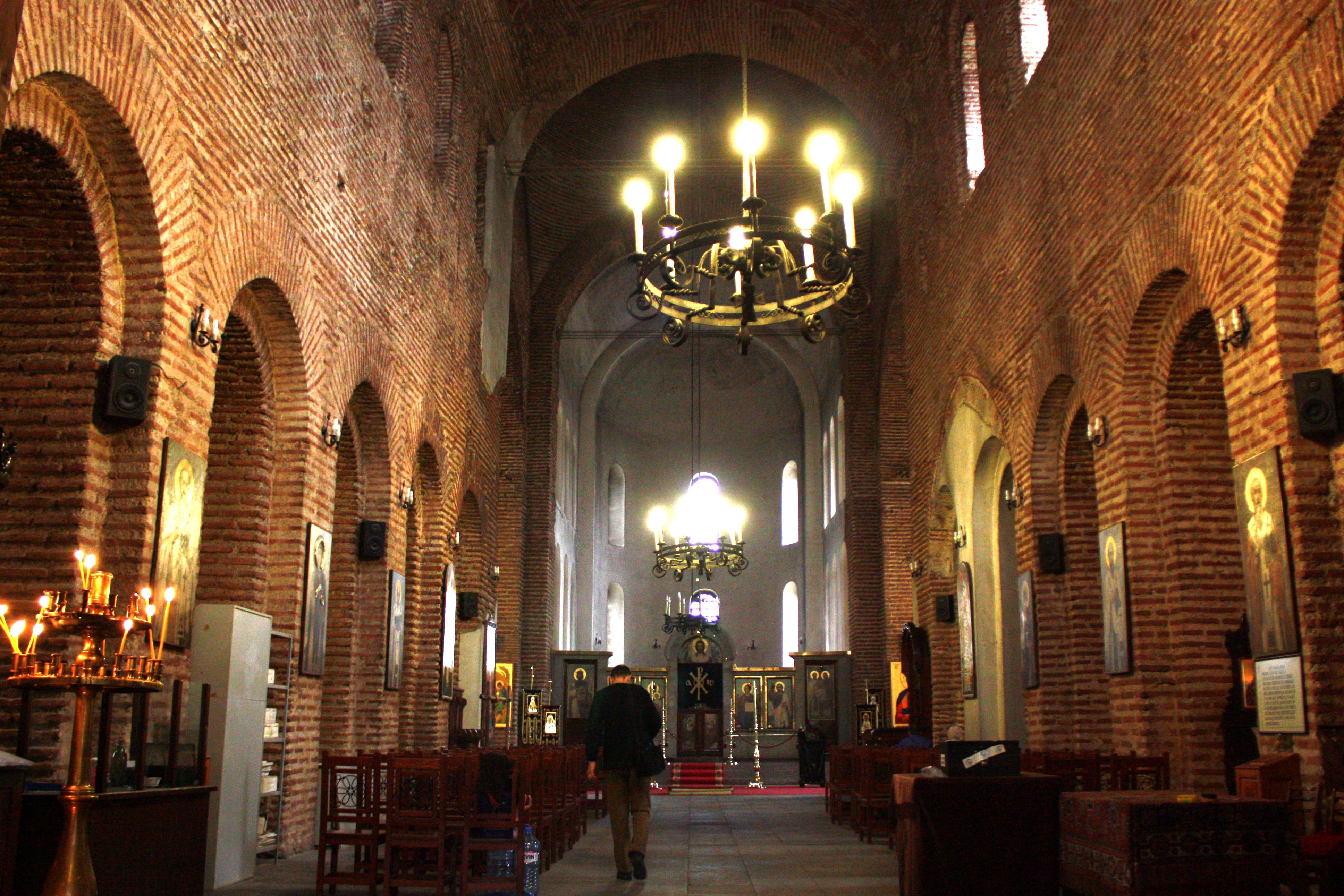
Усередині храму

Софійський собор, розташований у середмісті Софії, стоїть у середині стародавнього некрополя, де, як під церквою, так і поруч, було виявлено чимало поховань. Деякі з гробниць навіть мають фрески.
Нинішня будівля є хрестоподібною в плані базилікою з трьома вівтарями. Підлога церкви вкрита ранньохристиянськими орнаментованими мозаїками з використанням рослинно-тваринної тематики.
Інтер'єр собору святої Софії відзначається суворістю форм і відсутністю показної розкоші.
Оскільки свята Софія усоблює божественну мудрість, а не всласне історичну святу, ікони в церкві зображують Софію, як жінку, що стоїть над трьома іншими жінками, що уособлюють віру, надію та любов. Церква також має інші ікони історичних святих, у тому числі Св. Георгія та Св. Володимира.

## З історії храму
Церква була побудована на місці декількох більш ранніх церков і культових споруд ще в ті дні, коли він був некрополем римського міста Сердика (попередника Софії).
У ІІ столітті н. е. на цьому ж місці було розташувано римський театр. Протягом наступних декількох століть низка інших храмів була зведена на цьому місці, які, втім, були знищені в результаті вторгнень кочівників, таких як готи і гуни.
Вважається, що головні риси сучасного планування й зовнішнього вигляду храму, а са́ме — перехресна базиліка з 2-ма східними вежами і баштою-куполом, собор прибрав за правління візантійського імператора Юстиніана I в середині VI століття (527—65). Це ті ж форми, що добре відомі за константинопольським Софійським собором.
У добу Другого Болгарського царства (охоплює період ХІІ—XIV століть) храм набув статусу головної церкви з відповідною реконструкцією. У XIV-му ж столітті церква дала назву всьому місту (Айя-Софія означає «свята мудрість» по-грецьки).

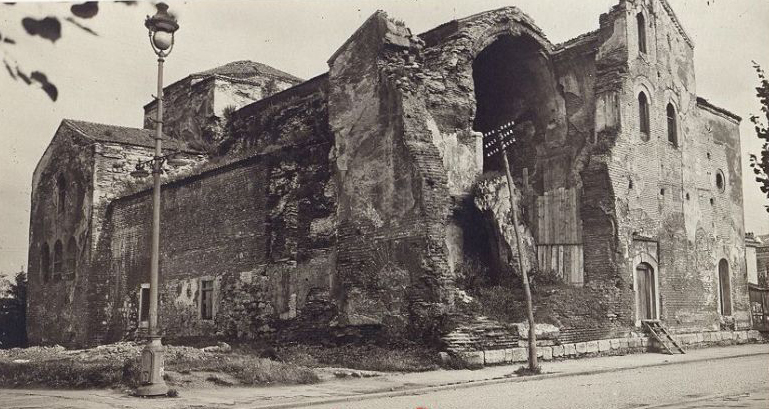
Вид на Софійський собор у Софії, бл. 1915 року

У XVI столітті під час османського панування церква була перетворена на мечеть: оригінальні фрески ХІІ століття були знищені, а до структури храму додали мінарети.
У XIX столітті два сильні землетруси знищили один з мінаретів мечеті, і зрештою мечеть виявилась занедбаною, хоча наприкінці століття її використовували як сторожову пожежну башту. Реставраційні роботи в храмі були розпочаті лише після 1900 року.
Перша велика сучасна реконструкція храму була завершена 1930 року, 21 вересня того ж року храм було освячено. У 1935 році проведено систематичне вивчення і реставрацію храму під керівництвом професора Богдана Філова та архітектора Олександра Рашенова (болг. Александър Рашенов).
У 1955 році храм та інша давня храмова будівля римської епохи — ротонда святого Георгія — були оголошені пам'яткою культури національного значення.
У теперішній час у софійському соборі святої Софії відбуваються церемонії вибору болгарських патріархів.

## Храм у культурі

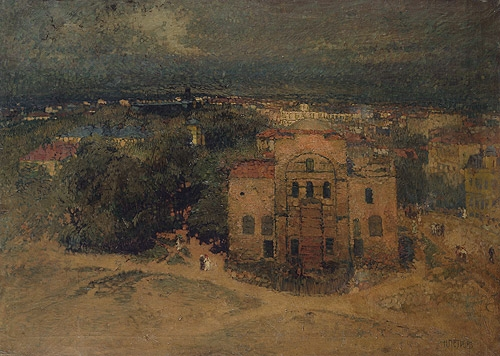
Картина Ніколи Петрова «Свята Софія»)

Софійський собор святої Софії у свідомості кожного болгарина є однією з найбільших святинь нації та держави.
Статус пам'ятки зумовив звернення до її образу в національній культурі, зокрема церкву не раз зображували в своїх роботах болгарські митці.
За народним віруванням, чудодійні башти храму св. Софії у надприродний спосіб захищали будівлю протягом століть, оберігаючи від загарбницьких інвазій та стихійних лих, і допомогли зберегти церкву як взірець елегантної, строгої та симетричної архітектури своєї доби.

## Галерея

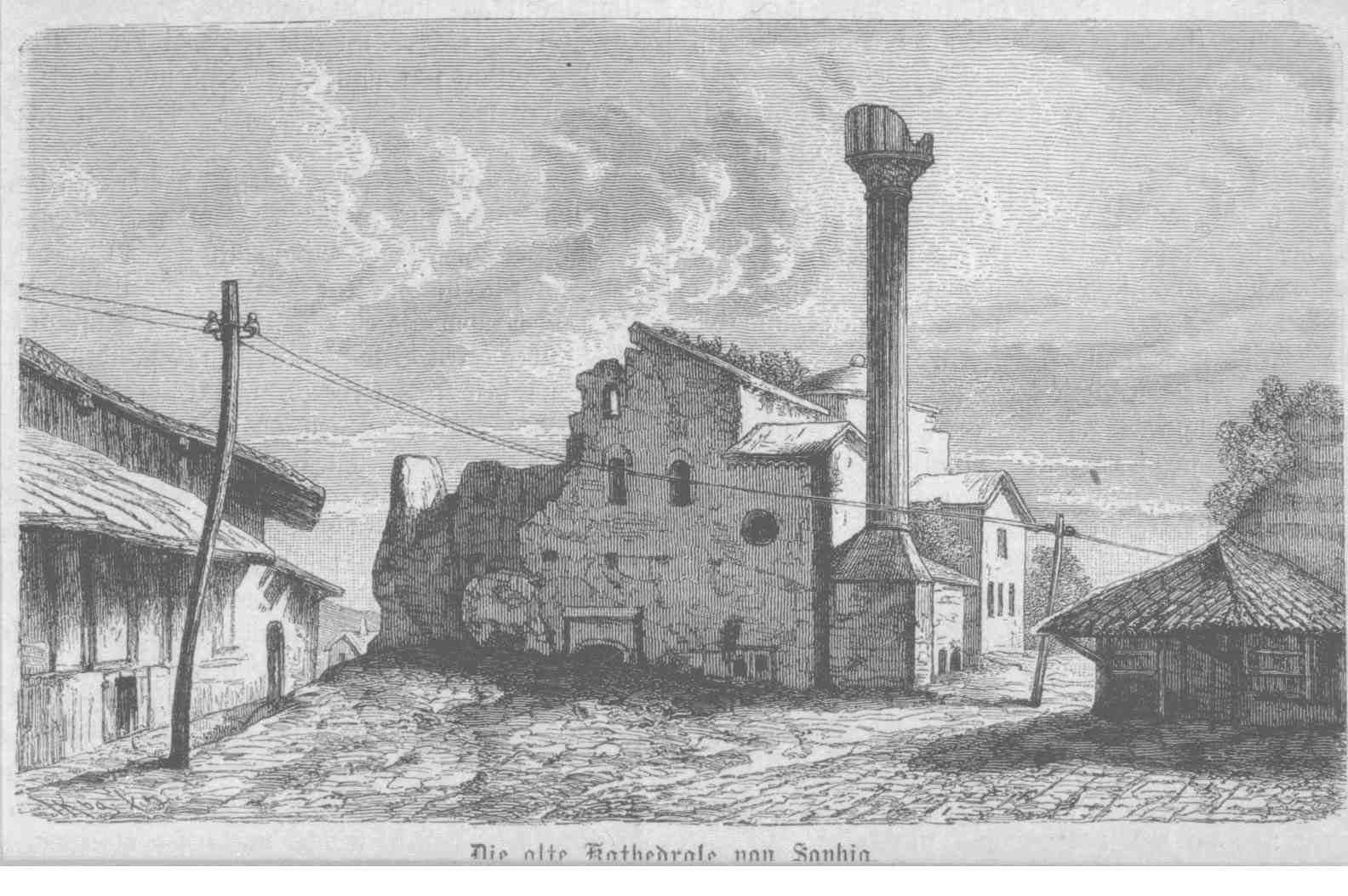
Фасад церкви у 1878 році
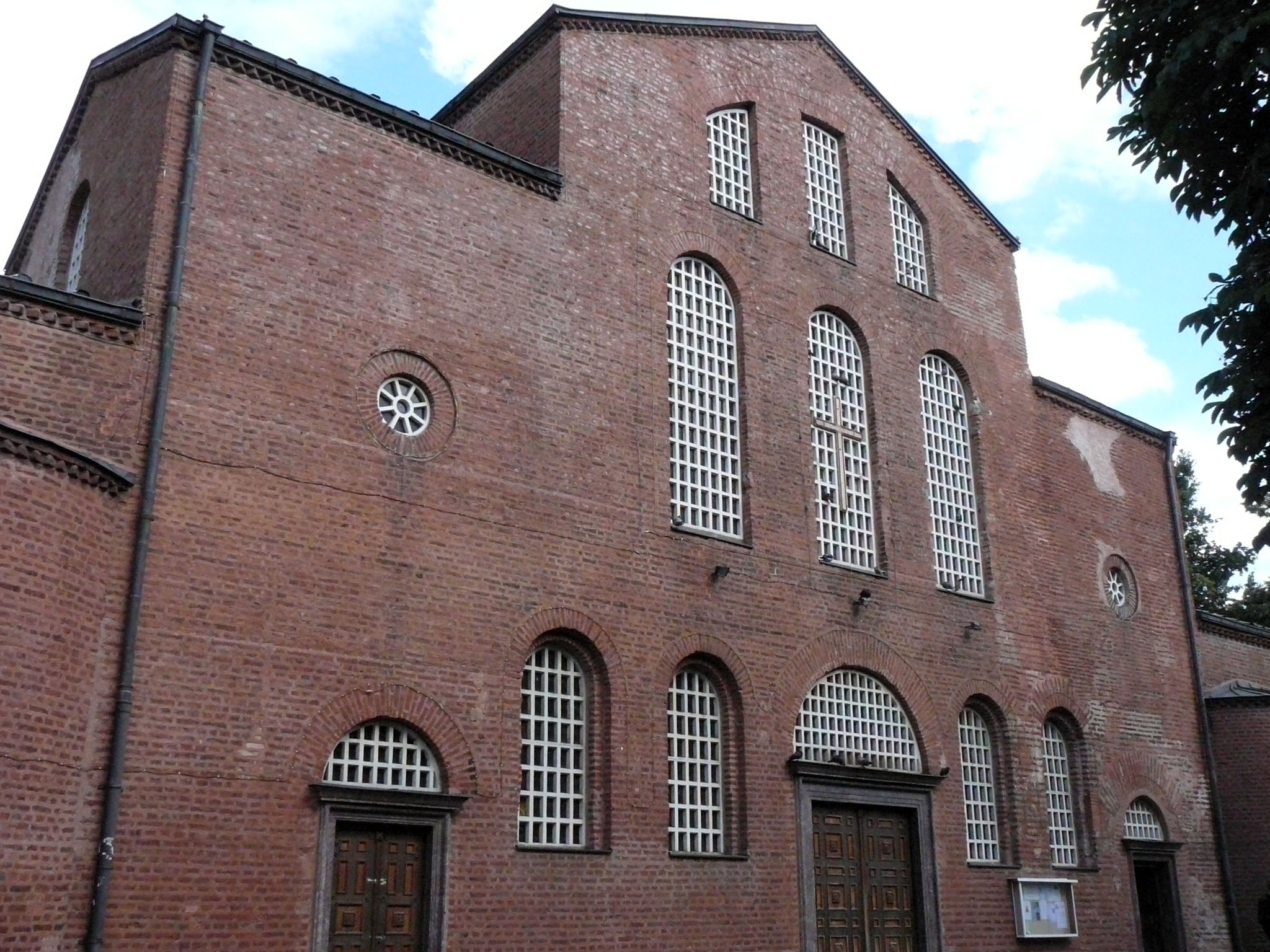
Сучасний вигляд фасаду
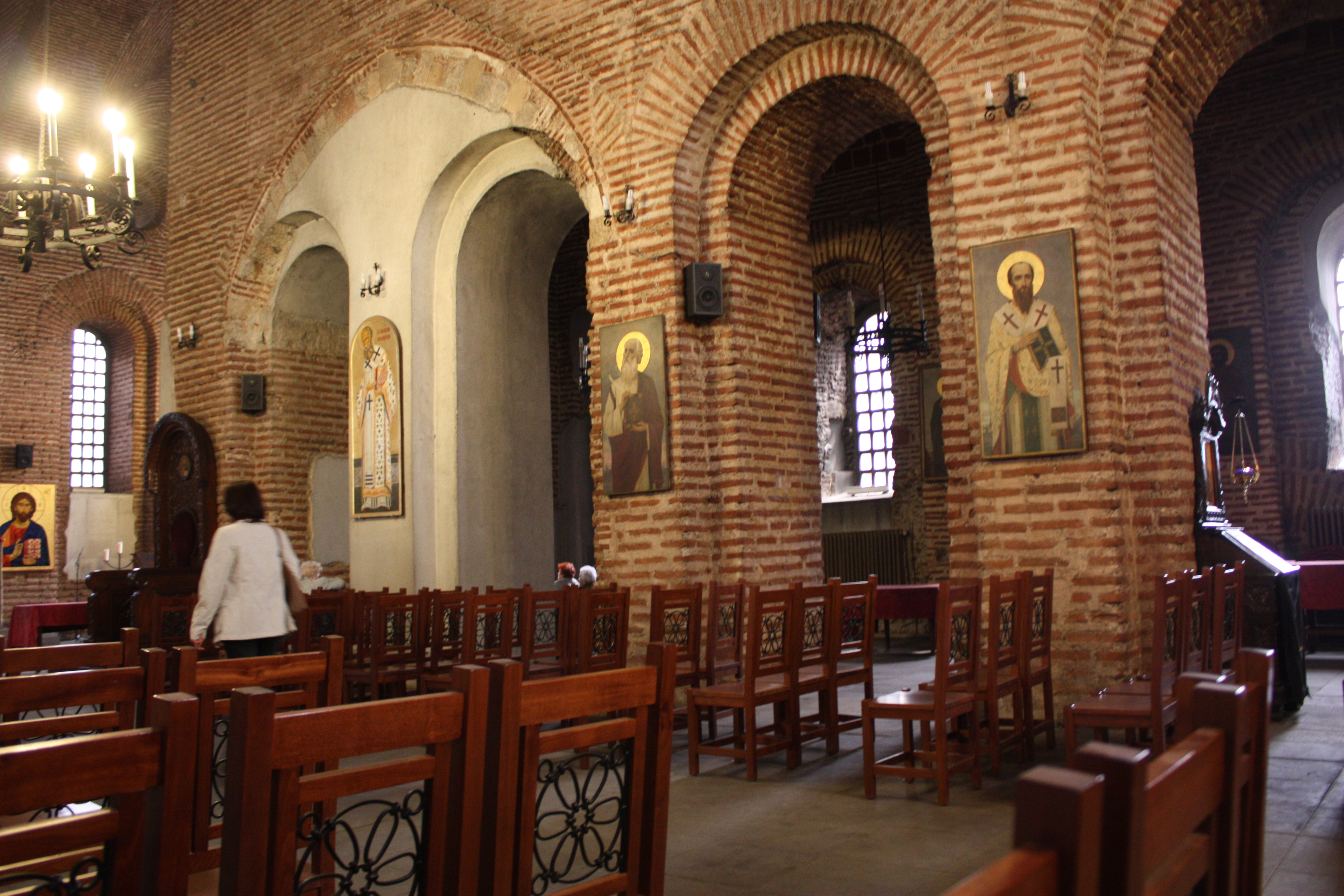
У храмі